# Armée de la Vallée
L'Armée de la Vallée, de son vrai nom : Armée du district de la Vallée, est le nom sous lequel sont connues les forces sudistes mises sous le commandement de Jubal Early durant l'été et l'automne 1864, pendant la guerre de Sécession. La « vallée » en question est celle de la Shenandoah.
Cette armée confédérée sera la dernière à opérer en territoire nordiste, poussant même jusqu'aux abords de Washington, D.C. Elle sera détruite à la bataille de Waynesboro (2 mars 1865).

## Naissance

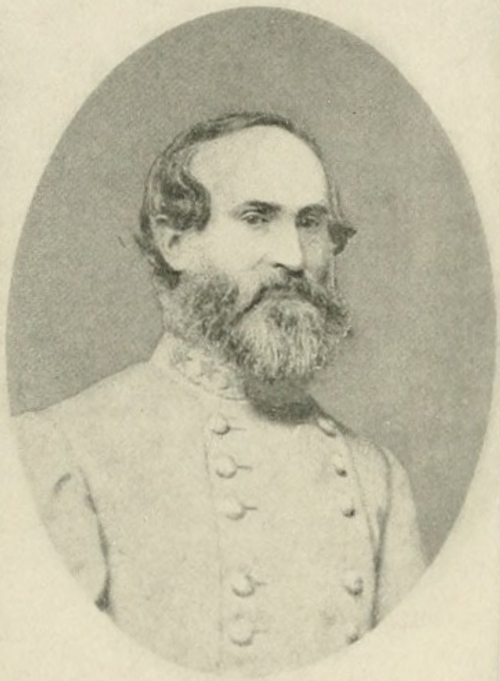
Le général Jubal Early

Pendant le siège de Petersburg, le général sudiste Robert Lee cherche à diminuer l'écrasante supériorité de ses adversaires. Il choisit d'envoyer des forces agir de façons indépendantes pour forcer les nordistes à retirer des troupes devant Petersburg pour faire face à cette nouvelle menace.
Le IIe Corps de l'Armée de Virginie du Nord, commandé par Jubal Early, est choisi pour cette tâche et va agir de manière indépendante sous le nom de Armée de la Vallée.

## Opérations
Le plan prévoit que l'armée marche vers le nord, en traversant la vallée de la Shenandoah, traverse ensuite le Potomac pour pénétrer au Maryland et chercher à menacer Baltimore ou Washington.
Le transport se fait par voie ferrée et permet à Early de gagner Lynchburg et de rejoindre les forces sudistes déjà sur place, commandées par John C. Breckinridge. Le premier résultat de cette concentration est de provoquer le repli des forces nordistes commandées par David Hunter.
L'armée sudiste, ayant intégré les forces de Breckinridge, remonte vers le nord de la vallée de la Shenandoah, repoussant, dans une série de petits engagements, les garnisons nordistes rencontrées. Elle pivote alors pour franchir les « South Mountains » et pénétrer dans le Maryland.
Le général nordiste Lew Wallace, à la bataille de Monocacy, n'arrive à les retarder qu'une journée et, le 11 juillet, les sudistes menacent alors directement Washington. Cependant, deux jours plus tard, Early décide de se replier sur la vallée de la Shenandoah.
Le 24 juillet, l'armée sudiste bat le VIIIe corps de George Crook à la bataille de Kernstown, seconde du nom. Ce sera sa dernière victoire.
À la fin du mois de juillet 1864, le président Abraham Lincoln tente d'éliminer la menace que représente Early. Ulysses S. Grant, en tant que commandant en chef des forces nordistes, choisit de remplacer Hunter et de confier la tâche au général Philip Sheridan. Entre août et octobre, par une série de vifs engagements, Sheridan prend le meilleur sur Early, le repoussant vers le sud de la vallée. En octobre, la menace sudiste est considérée comme jugulée.
Early passe sur place l'hiver 1863-1864, mais son armée se délite. Désertions, manque d'approvisionnements font que l'armée de la Vallée n'est plus que l'ombre de ce qu'elle fut quelques mois auparavant.
Le 27 février 1865, Sheridan quitte Winchester, en Virginie, avec deux divisions de cavalerie pour en finir. La rencontre a lieu à Waynesboro, le 2 mars. La ligne de bataille sudiste ne résiste pas à l'assaut fédéral. Son aile gauche s'effondre et seul Early et un petit nombre de ses soldats échappent à la capture, laissant plus de 1 500 prisonniers. Early ne retrouvera pas de commandement par la suite.

## Campagnes et batailles
- Campagne de la Vallée (1864);
  - Raid de Early et Opérations contre la ligne B&O Railroad (juin à août 1864).
    - Bataille de Monocacy Junction (9 juillet 1864)
    - Bataille de Fort Stevens (11-12 juin 1864)
    - Bataille de Heaton's Crossroads (16 juin 1864)
    - Bataille de Cool Spring (17–18 juin 1864)
    - Bataille de Rutherford's Farm (20 juillet 1864)
    - Seconde bataille de Kernstown (24 juillet 1864)
    - Bataille de Folck's Mill (1er août 1864)
    - Bataille de Moorefield (7 août 1864)

- - Campagne de la Vallée de Sheridan (août à octobre 1864).
    - Bataille de Summit Point (21 août 1864)
    - Bataille de Smithfield Crossing (25–29 août 1864).
    - Bataille de Berryville (3–4 septembre 1864)
    - Bataille d'Opequon (19 septembre 1864)
    - Bataille de Fisher's Hill (21–22 septembre 1864)
    - Bataille de Tom's Brook (9 octobre 1864)
    - Bataille de Hupp's Hill (12 octobre 1864)
    - Bataille de Cedar Creek (19 octobre 1864)

- Expédition de Sheridan contre Petersburg (1865).
  - Bataille de Waynesboro 2 mars 1865.

## Sources
- (en) Cet article est partiellement ou en totalité issu de l’article de Wikipédia en anglais intitulé « Army of the Valley » (voir la liste des auteurs).